# Eduardo Rodríguez Fernández
Eduardo Rodríguez Fernández (Sanlúcar de Barrameda, provincia de Cádiz, España, 8 de junio de 1966) es un exfutbolista español. Jugó de delantero en Primera División de España con el Real Betis Balompié, Rayo Vallecano y Hércules CF, aunque fue en el club herculano donde rindió a gran nivel. Ostenta desde hace más de una década el récord de máximo goleador en la historia del Hércules CF.

## Trayectoria
Rodríguez fue un delantero centro nato con una gran habilidad en el regate y remate, también era buen lanzador de tiros libres y penales.
Se inició en las categorías inferiores del Atlético Sanluqueño Club de Fútbol, hasta que en su etapa de juvenil se interesaron el Betis y el Sevilla, aunque finalmente, terminó vistiendo la camiseta verdiblanca durante siete temporadas (juvenil, Betis Deportivo y Real Betis Balompié). En la temporada 1986/87 jugó en el filial bético donde el equipo quedó subcampeón de su grupo en Tercera División y logró el ascenso a Segunda B. Las siguientes dos temporadas siguió en el Betis Deportivo en Segunda B hasta que dio el salto al primer equipo en la temporada 1988/89 donde jugó 6 partidos en Primera y anotó 2 goles. Debutó en Primera División de España en el encuentro Real Sociedad-Real Betis (2-1) el 11 de septiembre de 1988. Sus actuaciones se produjeron en las primeras jornadas de la liga de la mano del entrenador Eusebio Ríos que confió en él, tras su destitución no volvió a jugar más en la temporada.
Posteriormente en la temporada 1989/90 jugó en el Recreativo de Huelva donde el equipo onubense tras una irregular campaña descendió a Segunda B. En la 1990/91 fichó por el CD Badajoz, realizó una gran temporada, el equipo quedó campeón del grupo tercero de Segunda B y no pudo lograr el ascenso en la liguilla. El que fuera entonces secretario técnico del Hércules, Joaquín Irles, se desplazó a Badajoz para observarlo en un encuentro contra el CD Alcoyano, y ahí se fraguó su fichaje por el club herculano por 8 millones de pesetas, en el que permaneció durante tres temporadas hasta su traslado al Rayo Vallecano.
A pesar de un primer año no muy afortunado, su "olfato" de gol y calidad le permitieron ganarse a la afición en su mejor etapa en el Hércules CF (la del ascenso a Segunda División en la temporada 1992/1993), llegando a convertirse con 32 tantos en el máximo goleador de la historia del Hércules CF superando en el ranking a José Lloret Calsita. En la actualidad (agosto de 2012) aún ostenta ese honor.
Rodríguez se marchó al Rayo Vallecano al poco de comenzar la temporada 1993/1994, el jugador acumulaba 4 encuentros disputados y 3 goles, y el Hércules CF entró en una grave crisis goleadora tras un esperanzador inicio de temporada.
Antes de marcharse del Hércules. Andoni Goikoetxea, el entonces ayudante del seleccionador nacional Javier Clemente, llegó a verlo en directo ante las buenas referencias recibidas, aunque no llegó a ser convocado internacionalmente.
En su segunda etapa herculana, se recuerda con especial cariño el tercer gol que logró en el Camp Nou ante el FC Barcelona, que valió para que el Hércules CF venciera por 2-3 en el estadio azulgrana.
Una vez ya retirado del fútbol, Rodríguez ocupó un puesto en la secretaría técnica del club alicantino, de la que dimitió antes de comenzar la temporada 2003/2004 por discrepancias con el máximo accionista de la entidad, Enrique Ortiz

## Clubes
| Club                 | País   | Año       |
| -------------------- | ------ | --------- |
| Betis Deportivo      | España | 1986-1988 |
| Real Betis           | España | 1988-1989 |
| Recreativo de Huelva | España | 1989-1990 |
| CD Badajoz           | España | 1990-1991 |
| Hércules CF          | España | 1991-1993 |
| Rayo Vallecano       | España | 1993-1995 |
| Hércules CF          | España | 1995-1998 |

## Palmarés

### Campeonatos nacionales
| Título                       | Club        | País   | Año       |
| ---------------------------- | ----------- | ------ | --------- |
| Segunda División B (Gr. III) | CD Badajoz  | España | 1990-1991 |
| Segunda División             | Hércules CF | España | 1995-1996 |

### Distinciones individuales
| Distinción                              | Año       |
| --------------------------------------- | --------- |
| Máximo goleador de Segunda B (40 goles) | 1992-1993 |